# Probering
Probering (av Lat. probare, pröva) innebär fastställande av ädelmetallers, till exempel guld eller silver, renhet och kvalitet. I sin enklaste form utfördes probering, främst av silver, genom att man med en knivsegg gjorde hack i silverföremålet och studerade den färska snittytans färg - s.k. hackprobering. En andra metod var att böja till exempel mynt för att därigenom bedöma kvaliteten. Dessa metoder tycks ha varit särskilt utbredda i Norden. Inom till exempel myntsamlande anses därför deformationer och proberhack som goda tecken på att ett mynt är autentiskt och har cirkulerat i handeln. Det försämrar inte dess värde och potential som samlarobjekt.
En icke-destruktiv metod för probering är stenprobering. Denna tillgår genom att det för probering aktuella ädelmetallföremålet stryks mot en sk. probersten av kiselskiffer. De strykmärken som då uppkommer behandlas med kemikalier (till exempel kungsvatten) och kan efter hur de påverkas jämföras mot kända kvaliteter, s.k. normaler. Hur utbredd denna proberingsmetod var i Norden under för- och tidighistorisk tid är inte med säkerhet utrett.
När en mer omfattande kvalitativt säkerställd probering krävdes användes – och används än idag – kupellation.
Ordet probersten är synonymt med prövosten (tyska Prüfstein), som huvudsakligen används bildligt. Så användes det redan 1536 i en översättning av Martin Luthers uttalande att "Then helige skrifft är såsom itt rättesnöre och enn pröffuesteenn till alla skriffter."